# O Café à Noite na Place Lamartine
O Café à Noite na Place Lamartine ou O Café à Noite (francês: Le Café de nuit) é um óleo sobre tela pintado por Vincent van Gogh em Arles, em setembro de 1888. O título "Le café de nuit" pode ser visto no canto inferior direito da tela, abaixo da assinatura do pintor.
A obra retrata o interior do café de la Gare, situado à Place Lamartine, de propriedade de Joseph-Michel Ginoux e sua esposa Marie Ginoux, que em novembro de 1888 posaria para os quadros A Arlesiana de Van Gogh e Gauguin. Joseph Ginoux também seria retratado pelos pintores um pouco depois.

## Sobre
Van Gogh fala ao irmão sobre o início desta pintura em sua 518ª carta a Theo, em 6 de agosto de 1888: "Hoje provavelmente eu irei começar o interior de um café onde possuo um cômodo, à noite, sob iluminação a gas. É o chamado “café de nuit” (muito freqüentes aqui), e que fica aberto toda a noite. Notívagos podem se refugiar quando não tem recursos para pagar pelo pernoite ou estão bêbados demais para serem aceitos." 

“"No meu quadro do Café à noite, tentei expressar que o café é um lugar onde alguém pode se arruinar, enlouquecer ou cometer um crime. Pelos constrastes das tonalidades de um rosa delicado e vermelho-sangue e vermelho-escuro, de um verde suave Luís XV e verde veronês contra um amarelo-esverdeado e azul-esverdeado forte - tudo isso numa atmosfera do rubro de fogo infernal e um amarelo baço de enxofre - quis exprimir o poder tenebroso de uma taberna." 
”

— Vincent van Gogh